# John Harwood
John Harwood, Louisville (Kentucky), V.S., 5 november 1956 is een Amerikaanse journalist. Hij is sinds juli 2020 werkzaam als Witte Huis-correspondent voor CNN.
Harwood was eerder algemeen redacteur voor CNBC. Hij was chef Washington-correspondent voor CNBC en medewerker van The New York Times. Hij schreef daarvoor een wekelijkse column getiteld "The Caucus", over politiek en beleid in Washington, die verscheen op maandagen. Voordat hij in dienst trad van Times, schreef hij voor The Wall Street Journal.

## Afkomst en opleiding
Harwoods vader, Richard Harwood, was een verslaggever en schrijver voor The Louisville Times en The Washington Post. Volgens een bron van John Harwood was zijn moeder een  actieve campagnemedewerker van Robert F. Kennedy in 1968. Harwood zelf figureerde op 11-jarige leeftijd in een promotie televisieprogramma voor de 1968 campagne van Kennedy.
Harwood doorliep de Bethesda-Chevy Chase High School, waar hij de schoolkrant, The Tattler redigeerde. Hij was de eerste spreker bij het afstuderen van de eindexamenklas van 2010. Tijdens zijn middelbare opleiding werkte hij als jongste bediende voor de Washington Star, zijn eerste journalistieke baan.
Harwood studeerde aan de Duke University, waar hij Geschiedenis en Economische Wetenschappen studeerde. Hij studeerde daar "magna cum laude" af in 1978.

## Journalistieke carrière

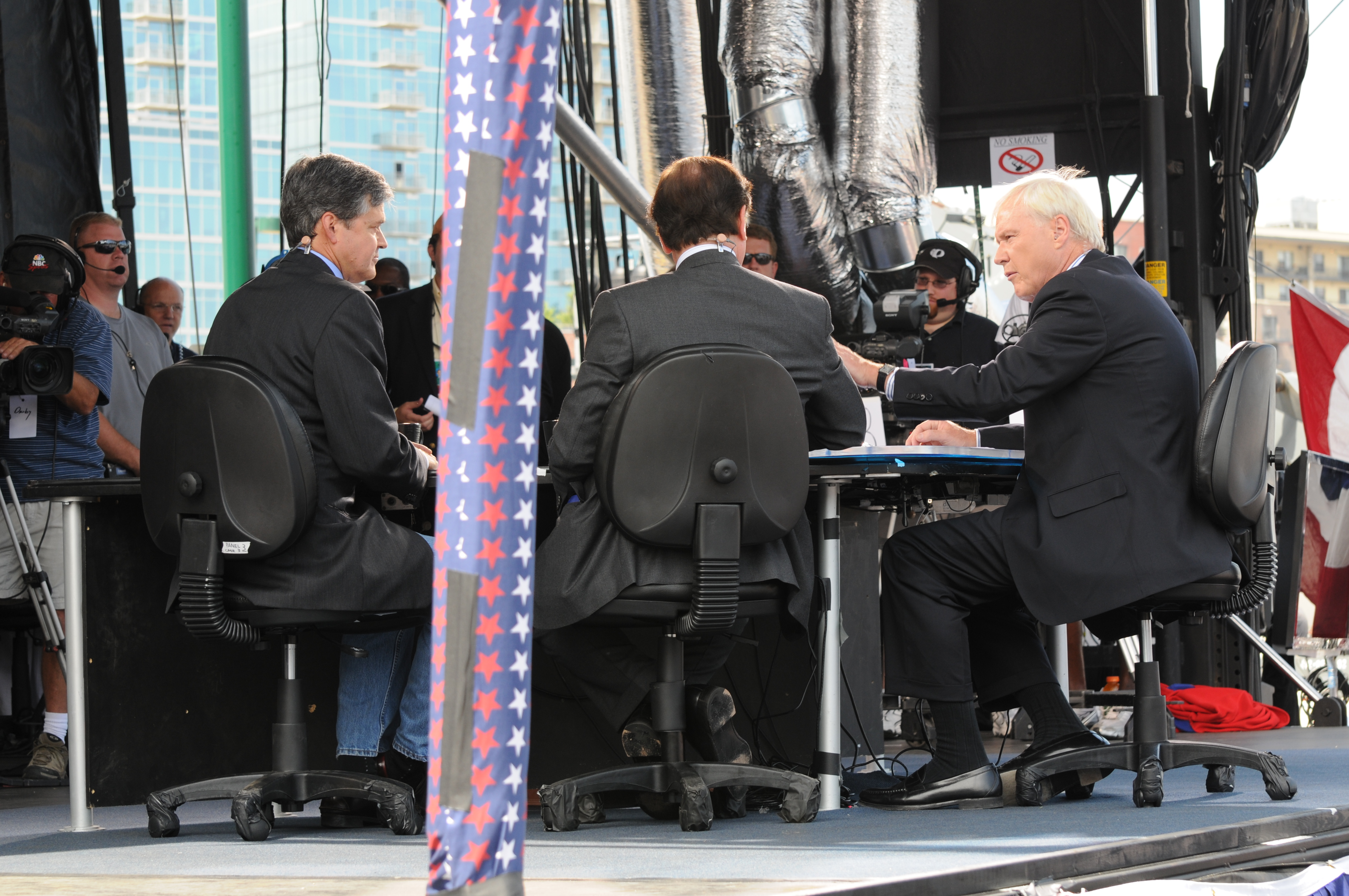
Harwood en Howard Fineman worden geïnterviewd in Hardball met Chris Matthews (2008)

Na het behalen van zijn graad aan het college trad Harwood in dienst van St. Petersburg Times in Florida, waar hij werkte in Tampa Bay, Tallahassee, en voorts in Washington. Hij reisde naar Zuid-Afrika, waar hij verslag deed van de laatste jaren van de apartheid. Hij was een Nieman Fellow aan de Harvard University van 1989 tot 1990.
Harwood werd Witte Huis-correspondent voor de Wall Street Journal in 1991, waarna hij verslag deed van het optreden van het kabinet van George H. W. Bush. Vervolgens werd hij Capitol Hill-correspondent en in 1997, politiek redacteur en hoofd politiek correspondent voor het Nieuwsblad. Harwood werd hoofd Washington-correspondent voor CNBC in maart 2006.
Harwood verschijnt veelvuldig in de Washington Week, een non-profit educatief programma op PBS. evenals in NBC's "Meet the Press, en MSNBC's "Morning Joe". Hij en zijn co-auteur Gerald Seib waren op 14 juni 2008 gasten van Tim Russert in de uitzending van diens CNBC-interview-programma enkele uren voordat hij kwam te overlijden. 
Harwood was op 28 oktober 2015 moderator tijdens een CNBC-debat in het kader van de Republikeinse voorverkiezing van presidentsverkiezingen. Harwood werd na afloop door beide kandidaten en de media bekritiseerd voor zijn optreden.
Harwood kreeg voorts met kritiek te maken in het kader van het hacken in november 2016 van het persoonlijke email-account van John Podesta, hoofd van Hillary Clintons presidentiële campagne, waarna de inhoud werd gepubliceerd op de website WikiLeaks.  
Onder de e-mails, waren er verscheidene afkomstig van Harwood, waarover sommige critici aangaven dat ze getuigden van een onprofessionele band tussen hem en Podesta. Bij voorbeeld een e-mail van mei 2015 waarin Harwood Podesta waarschuwde dat toenmalig kandidaat Ben Carson "reele problemen" voor de  Clinton campagne zou kunnen opleveren. De e-mails onthulden verder dat Harwood Podesta ook had gevraagd welke vragen hij tijdens een debat moest stellen om het de Republikeinse kandidaat Jeb Bush lastig te maken.
Harwood lokte op 6 februari 2020 onderzoek van conservatieve critici uit toen hij claimde dat president Donald Trump in "diepe psychologische stress" was geraakt na diens persconferentie nadat de Senaat er vóór stemde om hem vrij te spreken van de beide artikelen van impeachment.
- International Standard Name Identifier: 0000 0000 3671 8082
- Library of Congress Control Number: n2007062132
- Virtual International Authority File: 68384719
- WorldCat: E39PBJvRPCqYCP3xrhrVMrkv73